# Flèche wallonne 1938
La 3e édition de la Flèche wallonne a lieu le 1er mai 1938, sur une distance de 280 kilomètres.
La victoire revient au Belge Émile Masson, précédant ses compatriotes Sylvère Maes et Cyrille Dubois.

## Classement final
| #  | Coureur            | Équipe             |    | Temps           |
| -- | ------------------ | ------------------ | -- | --------------- |
| 1  | Émile Masson       | Alcyon-Dunlop      | en | 8 h 23 min 00 s |
| 2  | Sylvère Maes       | Alcyon-Dunlop      | +  | 43 s            |
| 3  | Cyriel Dubois      | Helyett-Hutchinson |    | 9 min 17 s      |
| 4  | François Neuville  | Helyett-Hutchinson |    | 10 min 46 s     |
| 5  | François De Donder | Thomann-Dunlop     |    | 14 min 35 s     |
| 6  | Albert Beirnaert   | Alcyon-Dunlop      |    | 15 min 50 s     |
| 7  | André Defoort      | La Nordiste        |    | 16 min 07 s     |
| 8  | Remy Capoen        | Helyett-Hutchinson |    | 16 min 44 s     |
| 9  | Remy Raeyen        | Labor              |    | 21 min 25 s     |
| 10 | François Coppens   | Helyett-Hutchinson |    | 35 min 00 s     |